# 11628 Katuhikoikeda
11628 Katuhikoikeda eller 1996 VB5 är en asteroid i huvudbältet som upptäcktes den 13 november 1996 av den japanske astronomen Yasukazu Ikari i Moriyama. Den är uppkallad efter den japanske amatörastronomen Katuhiko Ikeda.